# Joseph T. Glatthaar
Joseph T. Glatthaar (* 1956) ist ein US-amerikanischer Militärhistoriker.

## Leben
Glatthaar studierte an der Ohio Wesleyan University mit dem Bachelor-Abschluss 1978, an der Rice University mit dem Master-Abschluss 1981 und wurde 1983 an der University of Wisconsin–Madison promoviert. Glatthaar lehrte am U.S. Army Command and General Staff College, am U.S. Army War College (Harold Keith Johnson Chair of Military History 1991/92), der United States Military Academy in West Point und der University of Houston. Er ist Stephenson Distinguished Professor an der University of North Carolina at Chapel Hill (UNC) und steht dem Curriculum Peace, War and Defense an der Universität vor.
Er befasste sich mit dem Amerikanischen Bürgerkrieg (Robert Edward Lee und dessen Army of Northern Virginia, dem Bürgerkrieg im Westen, dem Verhältnis der Generäle im Bürgerkrieg untereinander und dem Verhältnis von schwarzen Soldaten zu ihren weißen Offizieren) und amerikanischer Militärgeschichte, zum Beispiel dem Amerikanischen Unabhängigkeitskrieg (Oneida-Verbündete der Amerikaner). Von 2011 bis 2013 war er Präsident der Society for Military History.
2013 erhielt er The Edwin H. Simmons Award und 2015 den Samuel Eliot Morison Prize der Society for Military History.

## Schriften
- Soldiering in the Army of Northern Virginia: A Statistical Portrait of the Troops Who Served under Robert E. Lee, UNC Press, 2011
- General Lee’s Army: From Victory to Collapse, New York: The Free Press, 2008
- mit James Kirby Martin: Forgotten Allies: The Oneida Indians in the American Revolution, New York: Hill & Wang, 2006
- The Civil War in the West, 1863–1865, Oxford: Osprey Publishing Co., 2001
- Partners in Command: Relationships Between Civil War Leaders, New York: The Free Press, 1994; Paperback edition The Free Press, 1996
- Forged in Battle: The Civil War Alliance of Black Soldiers and White Officers, New York: The Free Press, 1990, Paperback edition by Meridian, 1991, Paperback edition Louisiana State University Press, 1998